# Sulcacis bidentulus
Sulcacis bidentulus – gatunek chrząszcza z rodziny czerwikowatych.

## Taksonomia
Gatunek ten opisany został po raz pierwszy w 1847 roku przez Wilhelma Gottloba Rosenhauera pod nazwą Cis bidentulus.

## Morfologia
Chrząszcz o wydłużonym ciele długości od 1,4 do 2 mm. Głowa jest ciemnobrązowa, u samców z dwoma ostrymi ząbkami na nadustku. Czułki są jasnobrązowawe z ciemniejszymi buławkami; zbudowane są z dziesięciu członów, z których trzeci jest znacznie dłuższy niż czwarty, szósty i siódmy są silnie poprzeczne, a trzy ostatnie formują buławkę. Przedplecze jest ciemnobrązowe, matowe, szagrynowane, stosunkowo delikatnie i drobno punktowane, dość skąpo porośnięte krótkimi, jasnymi łuskami. Pokrywy są brązowe, czasem z ciemniejszym przodem, gęsto i trochę silniej punktowane, porośnięte dość długimi, sterczącymi, białymi łuskami nieułożonymi w szeregi. Odnóża są brązowawe. Golenie odnóży przedniej pary są ku szczytom zaokrąglone, na wierzchołkach i krawędziach zewnętrznych gęsto porośnięte mocnymi, kolcowatymi szczecinkami. Golenie pozostałych par mają w kątach zewnętrzno-wierzchołkowych szczecinki z zadziorami.

## Ekologia i występowanie
Owad saproksyliczny. Zarówno larwy, jak i postacie dorosłe bytują w owocnikach hub rosnących na topolach i wierzbach, a rzadziej lipach, bukach, czeremchach czy orzechach. Preferują włochatkę jasną, ale znajdowane były także w żagwi ciemnonogiej. Niekiedy współwystępuje z Cis comptus
Gatunek palearktyczny, znany z Francji, Niemiec, Szwajcarii, Austrii, Włoch, Polski, Czech, Słowacji, Węgier, Ukrainy, Rumunii, Bułgarii, Chorwacji oraz europejskiej i syberyjskiej części Rosji. W Polsce jest rzadko spotykany. Na „Czerwonej liście gatunków zagrożonych Republiki Czeskiej” umieszczony został jako gatunek narażony na wymarcie (VU). Taki sam status otrzymał na „Czerwonej liście chrząszczy województwa śląskiego”.